# Küsel (Hohenberg-Krusemark)
Küsel ist ein Wohnplatz im Ortsteil Schwarzholz der Gemeinde Hohenberg-Krusemark im Landkreis Stendal, Sachsen-Anhalt.

## Geografie
Die Siedlung liegt an der Straße „Küsel“, 1½ Kilometer nordwestlich von Schwarzholz und 2 Kilometer östlich von Hindenburg in der Altmark am Seegraben Iden, der westlich des Ortes zum Hufergraben wird.
Nachbarorte sind Hindenburg im Westen, Klein Hindenburg im Nordwesten, Starbeck im Osten und Schwarzholz im Südosten.

## Geschichte
Die erste überlieferte schriftliche Erwähnung stammt aus dem Jahr 1801 als „Der Küsel“ oder „Krusel“. Friedrich Wilhelm August Bratring nennt in seiner Landesbeschreibung der Mark Brandenburg „einen Freihof nebst 4 Kolonistenfamilien in Schwarzholz“. Besitzer war der Rittmeister von Knobloch. 1818 war Küsel ein Ackerhof mit 2 Wohnhäusern. Im Jahre 1840 war der Freihof schon seit langer Zeit eingezogen und mit Osterholz vereinigt. 1885 und 1895 wurde zwischen Altenküsel und Hohenküsel unterschieden. 1905 gab es nur noch Küsel und dafür Hoher Küsel. Später nur noch Küsel.

### Einwohnerentwicklung
| Jahr | Altenküsel | Hohenküsel | Küsel | Hoher Küsel |
| ---- | ---------- | ---------- | ----- | ----------- |
| 1818 | -          | -          | 15    | -           |
| 1871 | -          | -          | 08    | -           |
| 1885 | 15         | 5          | -     | -           |
| 1895 | 17         | 6          | -     | -           |
| 1905 | -          | -          | 05    | 9           |

Quelle:

## Religion
Die evangelischen Christen aus Küsel waren nach Polkritz eingekircht.